# Die Rückkehr des Filip Latinovicz
Die Rückkehr des Filip Latinovicz (kroatisch: Povratak Filipa Latinovicza) ist eines der bedeutendsten Werke des kroatischen Schriftstellers und Dichters Miroslav Krleža. Die Originalausgabe in kroatischer Sprache erschien 1932.

## Handlung
Die Rückkehr des Filip Latinovicz handelt vom Zerfall der höheren Gesellschaft Kroatiens in der Zeit nach dem Ersten Weltkrieg. Der Maler Filip Latinovicz kehrt nach über einem Jahrzehnt im Ausland in sein kroatisches Heimatdorf zurück. Dort erhofft er sich von einer Schaffenskrise zu lösen und wieder Bilder zu malen. In seinem Kopf herrschen Leere und die Abscheu vor der Welt, den meisten Menschen und dem ganzen „Schlamm“. Die Begegnung mit seiner Mutter, dem Milieu der gehobenen Gesellschaft, in der sie verkehrt, entwickelt sich jedoch für ihn unerfreulich; es gelingt ihm nicht, sein Schaffen wieder aufzunehmen. Seine Krise verstärkt sich noch, als er auf den Nihilisten Kyriales, einen weitgereisten und vielsprachigen Kaukasusgriechen trifft. Dieser „beweist“ ihm mit seiner Latinovicz' überlegenen Logik die Nichtigkeit dessen (künstlerischer und gesellschaftlicher) Ideen.

## Stil
Krležas Sprache in diesem Roman ist metaphernreich und verweist auf die Sinneswahrnehmung des Malers Latinovicz, welcher seine akustischen und visuellen Sinneseindrücke in seiner Malerei zusammenfassen möchte und immer wieder in lange, von freien Assoziationen geprägte gedankliche Ausschweifungen gerät.

## Ausgaben
- Die Rückkehr des Filip Latinovicz. Übersetzung aus dem Serbokroatischen von Martin Zöllner. Berlin: Verlag Volk und Welt, 1971/Königstein: Athenäum, 1984. ISBN 3-7610-8341-6.
- Die Rückkehr des Filip Latinovicz. Übersetzung aus dem Serbokroatischen von Klaus Detlef Olof. Klagenfurt: Wieser, 2008. ISBN 978-3-85129-737-9.

## Sekundärliteratur
- Mladen Engelsfeld: Interpretacija Krležina romana „Povratak Filipa Latinovicza“. Zagreb: Liber, 1975.
- Miroslav Šicel: Pisci i kritičari: studije i eseji iz hrvatske književnosti. Zagreb: Ljevak, 2003. ISBN 953-178-558-9.
- Andreas Leitner: Miroslav Krležas „Rückkehr des Filip Latinovicz“ und Rainer Maria Rilkes „Aufzeichnungen des Malte Laurids Brigge“. In: Zagreber Germanistische Beiträge 2 (1993), S. 77–88.
- Miroslav Krleža: Die Rückkehr des Filip Latinovicz. In: Der Spiegel. Nr. 50, 1961 (online – 6. Dezember 1961).
- Artikel zum Roman in der Zeit vom 5. Oktober 1984